# Jason Patric
Jason Patric, właśc. Jason Patric Miller Jr. (ur. 17 czerwca 1966 w Queens) – amerykański aktor i producent filmowy.

## Życiorys

### Wczesne lata
Urodził się w nowojorskim Queens jako syn Lindy Mae Miller (z domu Gleason), aktorki, i Jasona Millera, aktora i scenarzysty. Jest wnukiem legendarnego komika, Jackie Gleasona. Jego rodzina była pochodzenia irlandzkiego, niemieckiego, angielskiego, szkockiego i holenderskiego. W 1973, kiedy miał siedem lat, jego rodzice rozwiedli się. Dorastał wraz z siostrą Jennifer, bratem Jordanem i przyrodnim bratem Joshuą Johnem (ur. 1974), który także został zawodowym aktorem, reżyserem i scenarzystą.
Po ukończeniu Don Bosco Preparatory School i szkoły rzymskokatolickiej Salezjanów w północnym New Jersey, uczęszczał do rzymskokatolickiej Saint Monica Catholic High School w Santa Monica, gdzie brał udział w zajęciach kółka dramatycznego.

### Kariera
Po raz pierwszy zetknął się z kinem jako asystent producenta filmowego na planie w reżyserii i na podstawie scenariusza swojego ojca Sezon mistrzów (That Championship Season, 1982) z udziałem Roberta Mitchuma. Po raz pierwszy wystąpił na małym ekranie w telewizyjnym dramacie ABC Twarda miłość (Toughlove, 1985) u boku Lee Remick i Bruce’a Derna. Rok później zadebiutował na dużym ekranie w filmie sci-fi Słoneczni wojownicy (Solarbabies, 1986). W komedio-horrorze Straceni chłopcy (The Lost Boys, 1987) zagrał postać wchłoniętego do grona wampirów Michaela. Długo nie mógł przebić się do czołówki amerykańskich aktorów.
Wraz z Kieferem Sutherlandem, Charliem Sheenem i Emilio Estevezem tworzyli w latach 80. grupę zwaną „brat pack” – młodych, popularnych, dużo grywających aktorów, o których rozpisywały się kolorowe magazyny. W ich dorobku przeważały role drugoplanowe, które trudno byłoby zaliczyć do wielkich kreacji. Został dostrzeżony w dramacie wojennym Bestia wojny (The Beast, 1988) w roli radzieckiego żołnierza, który za wszelką cenę chciał dociec sprawiedliwości w Afganistanie. Wraz z całą ekipą filmową westernu Geromino – amerykańska legenda (Geromino: An American Legend, 1993) odebrał w stanie Oklahoma nagrodę Brązowego Kowboja. Rola opanowanego policjanta elitarnej jednostki do zadań specjalnych w filmie sensacyjnym Speed 2: Wyścig z czasem (Speed 2: Cruise Control, 1997) była nominowana do antynagrody Złotej Maliny za najgorszy duet aktorski z Sandrą Bullock. Uznanie krytyków w Las Vegas i nagrodę Sierra przyniosła mu rola Cary’ego w komediodramacie Kochankowie z sąsiedztwa (Your Friends & Neighbors, 1998).
Odrzucił główne role w Firmie (The Firm, 1993) i Pasji (The Passion of the Christ, 2004).
Od 2 listopada 2003 do 7 marca 2004 występował na Broadwayu w roli Bricka w sztuce Tennessee Williamsa Kotka na gorącym blaszanym dachu z Nedem Beatty i Ashley Judd. W 2011 powrócił na Broadway jako Tom Daley w przedstawieniu Jasona Millera Sezon mistrzów u boku Briana Coxa, Kiefera Sutherlanda i Chrisa Notha.

## Życie prywatne
Spotykał się z Tią Texadą (2004), modelką Christy Turlington (od października 1994 do maja 1999), Jennifer Jason Leigh (od lutego 1992 do sierpnia 1994), aktorką Julią Roberts (1991–1992), która dla niego trzy dni przed weselem porzuciła jego najlepszego przyjaciela Kiefera Sutherlanda. Jego partnerkami były także Robin Wright (1988−1989) i Holly Robinson Peete (1987–1988). Z nieformalnego związku z Danielle Schrieber (1999–2009; separacja w maju 2012) przez zapłodnienie pozaustrojowe ma syna Gusa (ur. 2009). Po rozstaniu z Schrieber odebrano mu prawo do opieki nad dzieckiem. Jego sprawa została odesłana z powrotem do sądu polubownego, a pod koniec 2014 został uznany legalnie za ojca swojego syna, sąd przyznał mu prawa rodzicielskie.

## Filmografia

### Filmy fabularne
- 1986: Solarbabies jako Jason
- 1987: Straceni chłopcy (The Lost Boys) jako Michael Emerson
- 1988: Bestia (The Beast) jako Koverchenko
- 1990: Po zmroku, kochanie (After Dark, My Sweet) jako Kevin 'Kid' Collins
- 1990: Frankenstein wyzwolony (Frankenstein Unbound) jako lord George Gordon Byron
- 1990: Numerek na boku (Denial) jako Michael
- 1991: W matni (Rush) jako Raynor
- 1993: Geronimo: amerykańska legenda (Geronimo: An American Legend) jako Charles B. Gatewood
- 1995: Podróż Augusta Kinga (The Journey of August King) jako August King
- 1996: Uśpieni (Sleepers) jako Lorenzo Shakes
- 1997: Speed 2: Wyścig z czasem (Speed 2: Cruise Control) jako Alex Shaw
- 1997: Incognito jako Harry Donovan
- 1998: Kochankowie z sąsiedztwa (Your Friends & Neighbors) jako Cary
- 2002: Na tropie zła (Narc) jako Nick Tellis
- 2002: Trzy dni w deszczu (3 Days of Rain)
- 2004: Diabeł i Daniel Webster (The Devil and Daniel Webster) jako Ray
- 2004: Alamo (The Alamo) jako Jim Bowie
- 2006: Walker Payne jako Uwodziciel
- 2006: Dobry agent (The Good Shepherd) jako Ned Scott
- 2007: Gdzie jest Nancy? (Downloading Nancy) jako Louis
- 2007: W dolinie Elah jako porucznik Kirklander
- 2007: Expired jako Jay
- 2009: Bez mojej zgody (My Sister's Keeper) jako Brian Fitzgerald
- 2010: The Losers: Drużyna potępionych (The Losers) jako Max
- 2014: Książę (The Prince) jako Paul
- 2016: Niebezpieczni intruzi (Home Invasion) jako Mike

### Filmy TV
- 1985: Twarda miłość (Toughlove) jako Gary Charters
- 1990: Teach 109 jako Teach 109
- 2005: Saturday Night Live: The Best of David Spade jako Kevin

### Seriale TV
- 1994: Saturday Night Live
- 2008: Ekipa (Entourage)
- 2016: Miasteczko Wayward Pines (Wayward Pines) jako dr Theo Yedlin